# Alexander Maria Möck
Alexander Maria Möck (* 1969 in Lauingen) ist ein deutscher Geiger.

## Werdegang

### Ausbildung
Möck erhielt seinen ersten Violinunterricht bei Harald Kunert. Während seiner Gymnasialzeit am Dillinger St. Bonaventura Gymnasium studierte er als Hospitant am Augsburger Leopold Mozart Konservatorium bei Lydia Dubrowskaja und Ernő Sebestyén.
Nach dem Abitur begann er sein Musikstudium an der Hochschule für Musik und Theater München, während er bei Ernö Sebestyen, Inagaki Nothas und in der Meisterklasse bei Rudolf-Joachim Koeckert Unterricht nahm.

### Berufliche Laufbahn
Nach musikwissenschaftlichen Studien an der Ludwig-Maximilians-Universität in München und dem pädagogischen Diplom an der Hochschule für Musik wurde er als Stipendiat in die Münchner Orchesterakademie aufgenommen und spielte in dieser Zeit fast zwei Jahre als erster Geiger im Symphonieorchesters des Bayerischen Rundfunks. Außerdem konzertierte er mit dem Bayerischen Staatsorchester, dem Münchener Kammerorchester, dem Münchner Rundfunkorchester, dem HR-Sinfonieorchester, dem Gewandhausorchester Leipzig, der Dresdner Philharmonie, dem NDR Elbphilharmonie Orchester und Anderen.
Seine mehrjährige Konzertmeistertätigkeit in der Bayerischen Kammerphilharmonie übte er parallel zu seinem festen Engagement als Stimmführer der Zweiten Geigen bei den Münchner Philharmonikern aus. In dieser Funktion ist Möck seit 1998 festes Mitglied dieses Orchesters.
Er arbeitete mit James Levine, Lorin Maazel, Daniel Barenboim, Georg Solti, Zubin Mehta, Carlo Maria Giulini, Günter Wand, Kurt Mazur, Sergiu Celibidache, Carlos Kleiber, Daniel Gatti, Fabio Luisi, Christian Thielemann, Andris Nelsons, Riccardo Muti und Valery Gergiev und vielen anderen Spitzendirigenten zusammen. Darüber hinaus ist er als Solist, Chorleiter, Dirigent und Kammermusiker tätig.
Möck ist verheiratet und hat zwei Kinder.
Neben seiner Dozententätigkeit in der Orchesterakademie der Münchner Philharmoniker war er auch Coach des European Youth Philharmonic Orchestra.
Er ist Gründer und Dirigent des Sphaira Ensembles und des Sphaira Chorus.